# Sainte Réparate
Sainte Réparate (en italien : santa Reparata, à Nice : santa Reparada) est une sainte chrétienne, vierge et martyre. Patronne de Florence, ainsi que de Nice et de son diocèse, elle est fêtée le 8 octobre. Elle est également honorée à Pise et en Corse.

## Biographie
Originaire de Césarée Maritime, Réparate serait morte à Césarée en 250, à l'âge de 15 ans, lors des persécutions de l'empereur romain Dèce,.
Tout d'abord, on aurait tenté de la brûler vive mais elle fut sauvée par une averse opportune. On lui fit ensuite boire de la poix bouillante, mais une fois de plus elle survécut. Finalement, elle fut décapitée et son corps placé dans une barque qu'on laissa dériver sur la Méditerranée. L'embarcation atteignit les côtes niçoises et fut ramenée sur le rivage par des anges,,. Ses restes furent ensevelis dans une chapelle située à l'emplacement du Vieux-Nice actuel  avant d'être déposés dans la cathédrale Sainte-Réparate en 1690.
Tout comme saint Tropez, saint Lazare ou les saintes Maries, Dévote et Marthe arrivèrent dans le sud de la France par la Méditerranée ; ainsi le culte de sainte Réparate symbolise l'expansion de la chrétienté depuis la Terre sainte, véhiculée par les marchands, les soldats ou les voyageurs.

## Culte
Elle est la sainte patronne de Florence, de Nice et de Teano en Campanie. Elle est aussi patronne de plusieurs communes françaises de Provence et de Corse.
Dans la chapelle de la cathédrale de Nice qui lui est plus spécialement dédiée, un écriteau précise qu' « on la prie pour la persévérance des jeunes dans la foi ».
À noter que le Duomo de Florence fut dédié à Réparate jusqu'en 1298, comme l'attestent de nombreuses peintures primitives florentines où elle est représentée aux côtés de la Vierge.
À Teano, un monastère fut édifié en son nom au IXe siècle.

## Chapelle Sainte Réparate
Dans la Cathédrale Sainte-Réparate de Nice, une chapelle fut construite vers 1670 pour la famille Torrini de Fougassières et l'un de ses membres légua pour l'orner trois tableaux du martyr de la sainte.
Les tableaux attribués au peintre Baldino représentent les tortures infligées à la sainte : on lui verse dans la bouche de la poix en fusion, on applique sur sa poitrine des torches en feu, on la décapite.
Sur l'autel est exposée la châsse de verre contenant les reliques de la sainte, authentifiées en 1689.
Les armoiries des Torrini (une tour surmontée d'une étoile) figurent au bas à droite du tableau central et au sommet de chacune de ses colonnes.

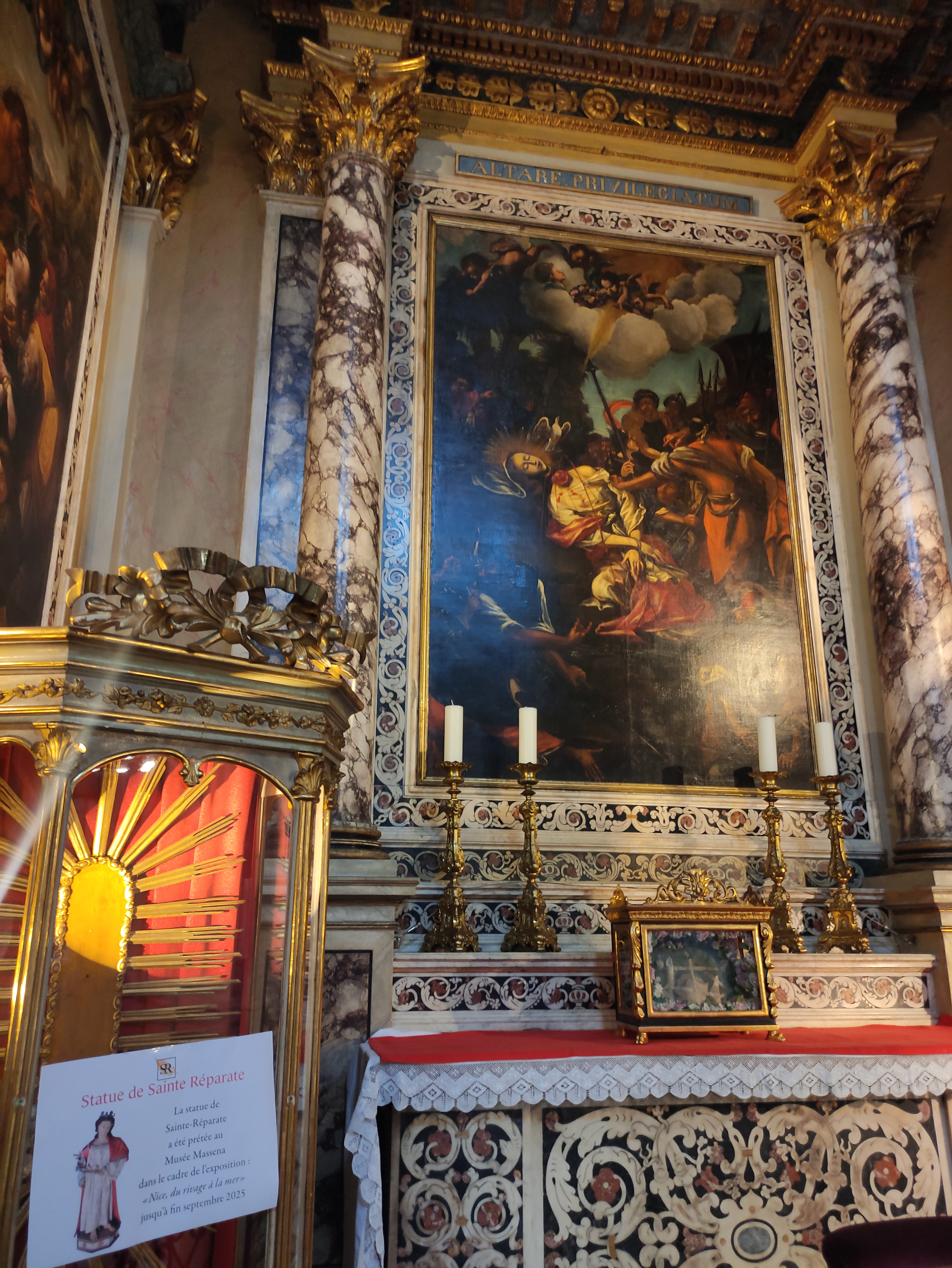
Chapelle Sainte Réparate
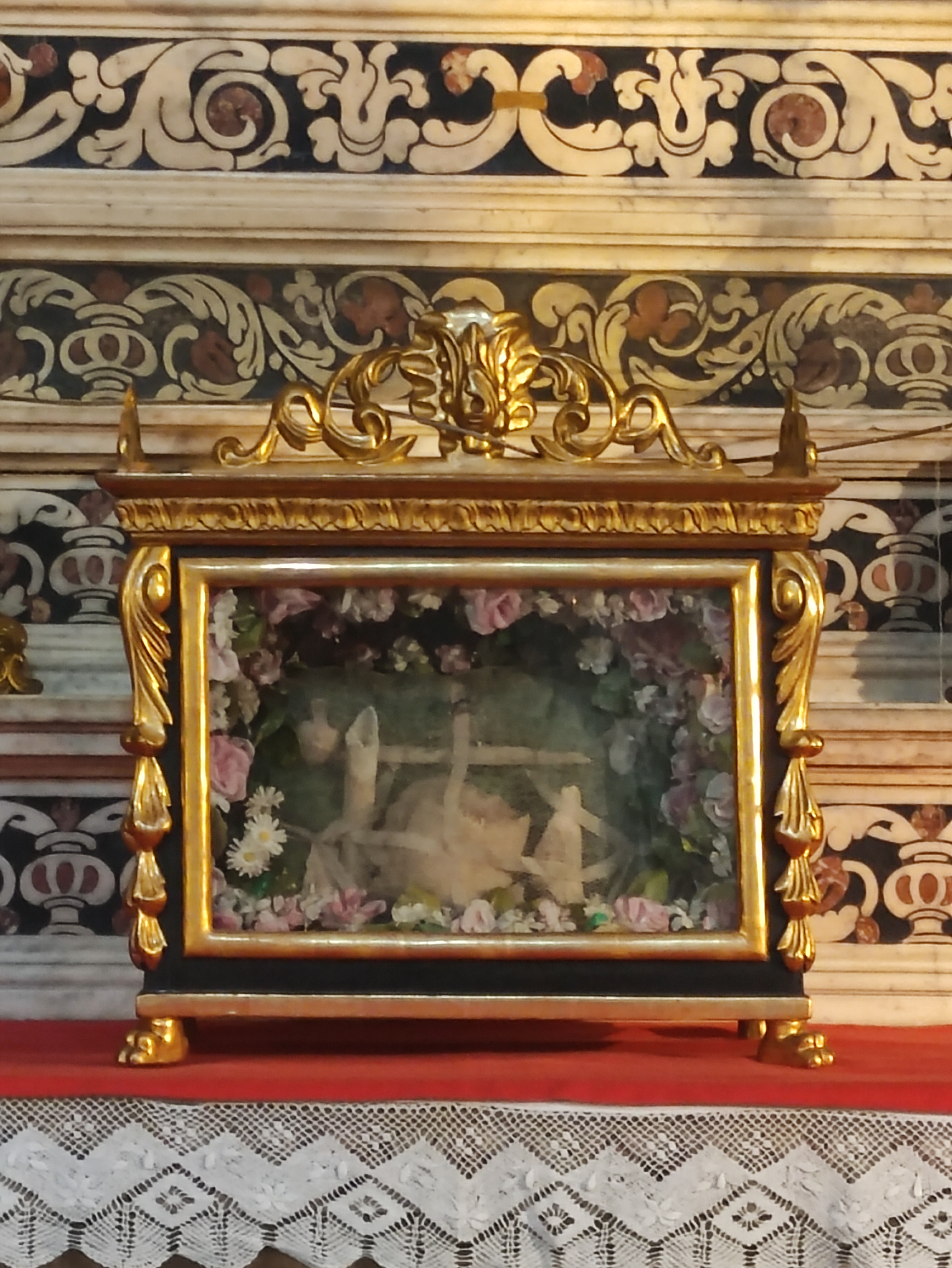
Relique de Sainte Réparate
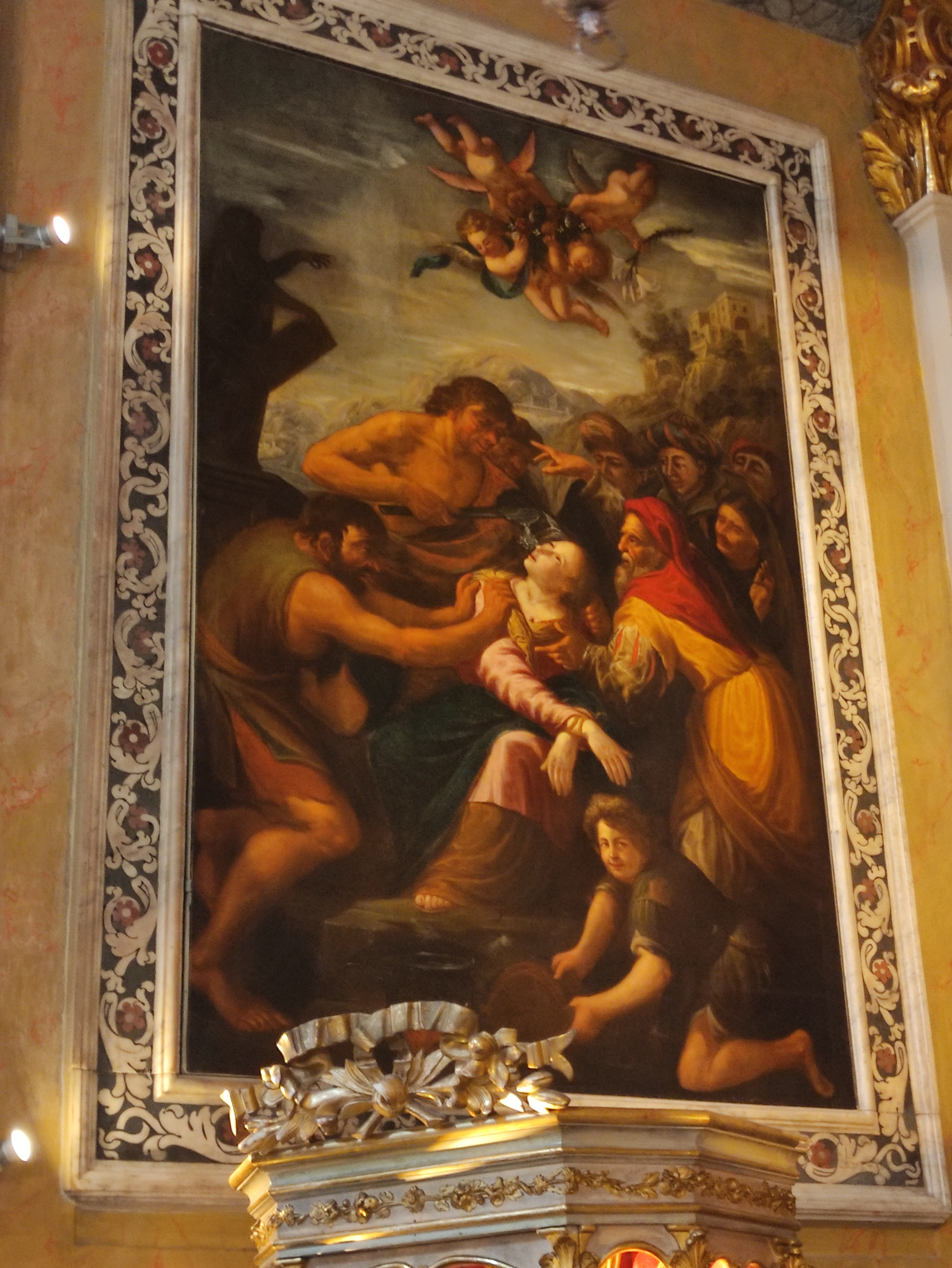
Le supplice de la poix
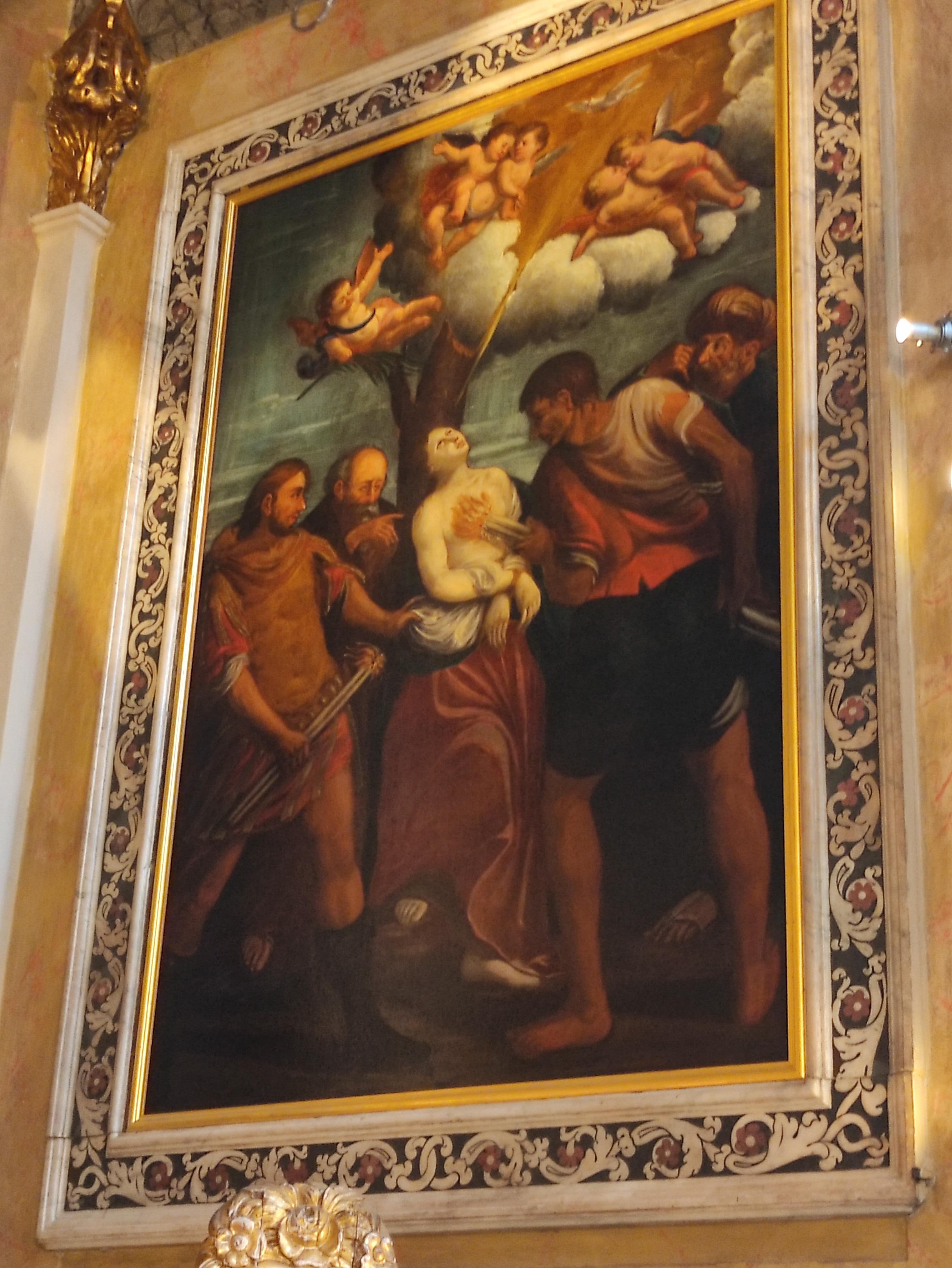
Le supplice du feu
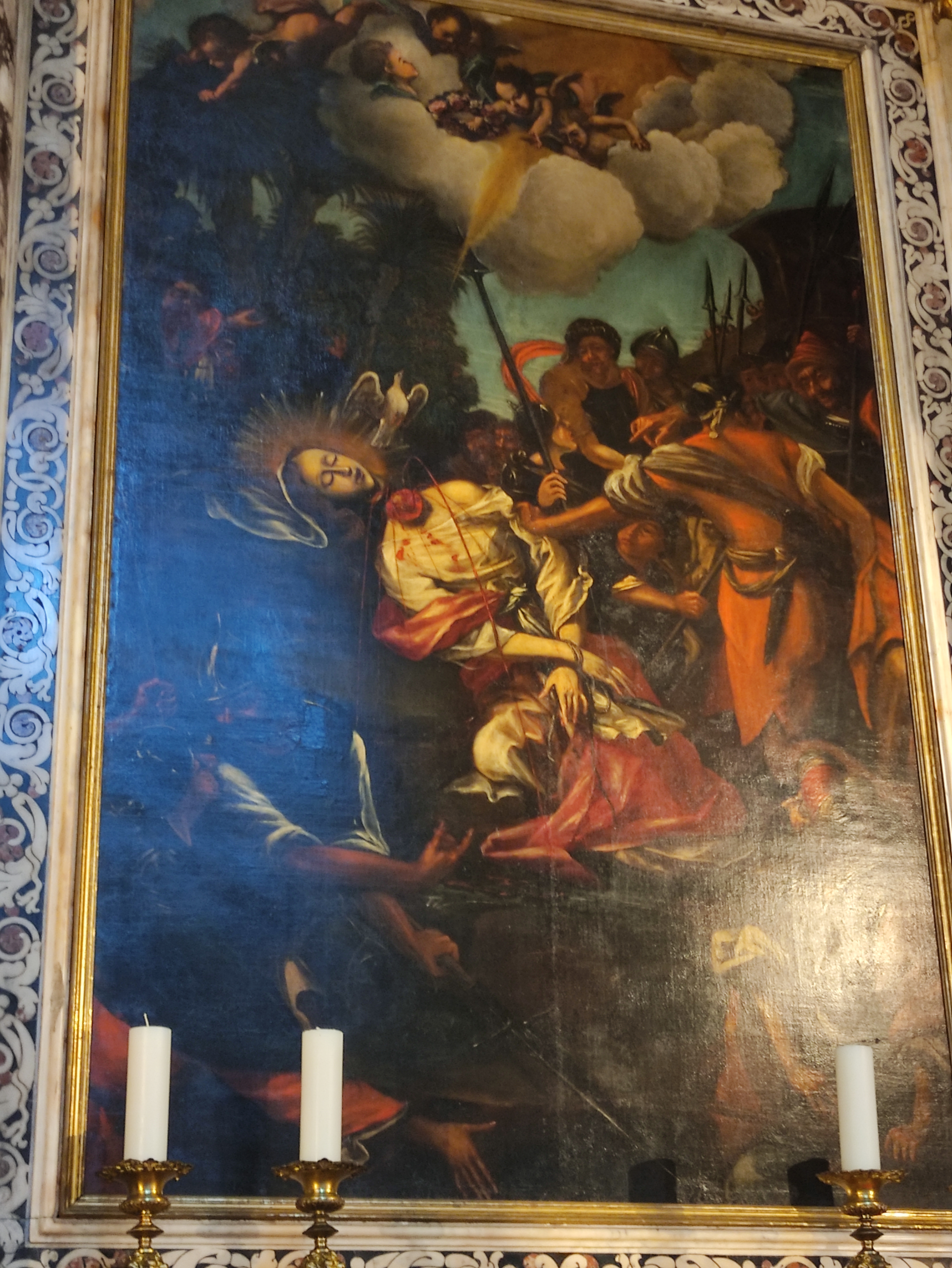
La décapitation

## Prière à Sainte Réparate
« Oh Sainte Réparate
protectrice de notre ville et de notre diocèse !
Le Seigneur t'a donné la force et le courage 
de témoigner de l'Évangile jusqu'à en mourir.
Ta fidélité est pour nous un modèle.
Ta prière vient à notre secours
et ton triomphe ranime notre espérance.
Nous te confions nos jeunes et plus particulièrement...
Obtiens-leur que soutenus par la force de l'Esprit Saint
ils puissent, comme toi, témoigner dans toute leur vie
de la foi dans le Christ pour recevoir un jour dans le Royaume de Dieu,
la couronne de gloire. »

## Attributs
Ses principaux attributs sont la colombe, parfois sortant de sa bouche, la palme du martyre, un livre ou encore la bannière de la Résurrection.